# Jason Beghe
Jason Deneen Beghe (New York, 12 maart 1960) is een Amerikaans acteur. Hij maakte in 1985 zijn film- en acteerdebuut in Compromising Positions. Behalve met zijn spel in films en televisieseries behaalde hij met regelmaat de media in verband met scientology, eerst als actief promotor en sinds 2008 als ernstig openlijk criticus van de organisatie die hij tegenwoordig als sekte bestempelt.
Beghe speelde behalve film- en wederkerende personages eenmalige gastrolletjes in meer dan 25 televisieseries. Verschillende hiervan waren in series waarin David Duchovny speelt, zoals The X-Files en Californication. De twee zijn bevriend sinds hun jeugd. Beghe verscheen daarnaast eenmalig in onder meer Alien Nation, Quantum Leap, L.A. Law, NYPD Blue, Dharma & Greg, Criminal Minds, Numb3rs, Ghost Whisperer, Eli Stone en Lie to Me.
Beghe trouwde in 2000 met Angie Janu, die in de filmkomedie Too Good to Be True (1997) verscheen als Silvia.

## Filmografie
*Exclusief 10+ televisiefilms
- Compromising Positions (1985)
- Maid to Order (1987)
- Monkey Shines (1988)
- Thelma & Louise (1991)
- Jimmy Hollywood (1994)
- G.I. Jane (1997)
- The X-Files (1998)
- When Andrew Came Home (2000, televisiefilm)
- Home Alone 4: Taking Back the House (2002, televisiefilm)
- Queer Eye for the Homeless Guy (2005)
- One Missed Call (2008)
- The Next Three Days (2010)

## Televisieseries
*Exclusief eenmalige gastrollen
- 1st & Ten - Tom Yinessa (1987, twee afleveringen)
- Jake and the Fatman - Franklin Patterson (1991, twee afleveringen)
- Picket Fences - A.D.A. Petrovic (1992-1993, vijf afleveringen)
- Melrose Place - Jeffrey Lindley (1994, acht afleveringen)
- Chicago Hope - Danny Blaines (1997-1998, vier afleveringen)
- To Have & to Hold - Sean McGrail (1998, dertien afleveringen)
- Family Law - Don (1999-2000, vier afleveringen)
- Resurrection Blvd. - Eric Carter (2000, twee afleveringen)
- American Dreams - Gunnery Sergean Finch (2004, vijf afleveringen)
- Everwood - John Hayes (2004-2005, zes afleveringen)
- Criminal Minds - politieambtenaar (2006, één aflevering)
- Huff - Darren Hadlick (2006, twee afleveringen)
- Veronica Mars - Cormac Fitzpatrick (2006, twee afleveringen)
- Cane - Vince Grasso (2007, acht afleveringen)
- Castle - Mike Royce (2010-2011 twee afleveringen)
- Chicago Fire - Voight (2012-2014, vijf afleveringen)
- Chicago P.D. - Voight (2014-heden)
- Law & Order: Special Victims Unit - Voight (2015, s16 aflevering 8 en 30)

- Bibsys: 12015606
- Bibliothèque nationale de France: cb14154257d (data)
- Gemeinsame Normdatei: 1066843295
- International Standard Name Identifier: 0000 0001 1488 6517
- Library of Congress Control Number: no2010001500
- Nationale Bibliotheek van Israël: 987008729369705171
- Nederlandse Thesaurus van Auteursnamen: 392061767
- SNAC: w6zk857m
- Virtual International Authority File: 22350642
- WorldCat: E39PBJbxG86BXpMkjg4pQ6yDbd